# Cycle Drenaï
Le Cycle Drenaï (titre original : Drenai Series) est un cycle littéraire de 11 romans écrit par David Gemmell, paru de 1986 et 2004 en Angleterre et de 2001 à 2010 en France.

## Description
Le Cycle Drenaï est composé de onze livres portant sur divers héros évoluant principalement dans le royaume Drenaï, d'où le nom de la série. D'autres livres n'étant pas intégrés au cycle se passent néanmoins dans le même univers.
Cette série relate la vie de différents personnages aux destins étroitement liés. Par exemple le roman  Légende relate une partie de l'histoire des personnages de Druss, Ulric ou encore de Regnak, le roman Le Roi sur le seuil raconte la vie d'un descendant commun de Regnak et Ulric : Tenaka Khan, et La Légende de Marche-Mort raconte des faits antérieurs à Légende sur la vie d'Ulric et de Druss.
Chaque livre du cycle peut être lu indépendamment, mais l'ordre chronologique est tout de même conseillé.

## Livres du cycle
Dans l'ordre chronologique des évènements
- Waylander (VF : 2001, VO : Waylander, 1986)
- Waylander II : Dans le royaume du loup (VF : 2004, VO : Waylander II, In the Realm of the wolf, 1992)
- Waylander III : Le héros dans l'ombre (VF : 2007, VO : Waylander III, Hero in the Shadows, 2000)
- Druss la légende (VF : 2002, VO : The First Chronicles of Druss the Legend, 1993)
- La Légende de Marche-Mort (VF : 2005, VO : The Legend of Deathwalker, 1996)
- Loup blanc (VF : 2009, VO White Wolf, 2003)
- Légende (VF : 2000, VO : Legend, 1984)
- Le Roi sur le seuil (VF : 2001, VO : The King Beyond the Gate, 1985)
- La Quête des héros perdus (VF : 2003, VO : Quest For Lost Heroes, 1990)
- Les Guerriers de l’hiver (VF : 2006, VO : Winter Warriors, 1997)
- Les Épées de la nuit et du jour (VF : 2010, VO : The Swords of Night and Day, 2004)

La grande majorité des romans de ce cycle racontent l'histoire du royaume Drenaï au travers des chroniques de héros dont les principaux sont Druss qui apparait dans 4 romans du cycle et Waylander qui apparait dans les trois premiers.
L'œuvre de David Gemmell développe un système de magie particulier basé principalement sur le chamanisme. Ce système est également présent dans le cycle Le Lion de Macédoine (qui se déroule dans une Grèce antique analogue à la nôtre). Ces romans se déroulent dans un contexte médiéval.
À ces tomes s'ajoutent deux ré-éditions collector de Légende en 2004 et 2014 puis de Waylander en 2006 pour fêter le 20e anniversaire de la première publication de ces deux romans à succès en Angleterre. Ces deux ré-éditions ont été publiées par Bragelonne en tirage limité et numérotées respectivement en 1 500 exemplaires et 2 000 exemplaires.

## Personnages récurrents
- Waylander l'assassin (Waylander I, II et III) manie une petite arbalète pouvant tirer deux traits en un tir.
- Le Comte de Bronze ce titre sera repris par plusieurs héros Drenaï dont Egel, Regnak et Alahir
- Druss (Légende - Druss la légende - La Légende de MarcheMort - Loup blanc - Les Épées de la nuit et du jour) formidable guerrier et champion, manie une hache a double tranchant du nom de Snaga l'expéditrice.
- Ulric (Légende), guerrier Nadir, premier unificateur du peuple Nadir.
- Tenaka Khan (Le Roi sur le seuil), descendant d'Ulric et de Regnak élevé par les Drenaï, second unificateur du peuple Nadir.
- Les Trente, ordre monastique composé de guerriers mystiques dotés de puissants pouvoirs. Les membres les plus connus sont Dardalion (Waylander), Serbitar (Légende) et Decado (Les épées de la nuit et du jour)
- Hewla / la Vieille Femme, puissante sorcière qui intervient dans le destin de plusieurs nations (Waylander, Druss la légende - Loup blanc - Les Épées de la nuit et du jour)
- Olek Skilgannon, le Damné (Loup blanc - Les Épées de la nuit et du jour)
- Jianna, la Reine Sorcière (Loup blanc - Les Épées de la nuit et du jour)
- Anharat, (Les guerriers de l'hiver, Waylander III) dieu-démon d'un monde parallèle, frère d'Emsharas.
- Emsharas, (Les guerriers de l'hiver) d'un monde parallèle, frère d'Anharat.
- Asta Khan (Légende - Le Roi sur le seuil - La quête des héros perdu) shaman nadir servant les 2 unificateurs.

## Univers
(D'après la carte officielle de Dale Rippke)

### L’Occident
- Drenaï

Capitale : Drenan. Villes principales : Lentrum, Dros Purdol, Dros Delnoch.
Nation centrale du cycle dont on suit la destinée sur plusieurs siècles.
- Vagria

Capitale : Corialis. Pays ennemi héréditaire de Drenaï
- Lentria

Nation méridionale réputée pour ses vins fameux qui apparaissent régulièrement dans les romans du cycle.
- Skatia

Presqu'île forestière coupée du continent par le royaume vagrian.
Nation ajoutée à l'empire drenaï sous le règne de l'empereur Skanda (voir Les Guerriers de l'hiver).
- Gothir

Capitale : Gulgothir. Villes principales : Bodacus, Namib, Nouvelle Gulgothir.
État puissant inspiré de l'Empire Romain, considérablement affaibli par l'invasion Nadire de l'Unificateur qui le réduit de moitié.
- Cité-Etat de Marshrapur

Principauté fondée par un prince ventrian en exil coincée entre Drenaï, Vagria et Lentria.
- Royaume de Pelucid (visité par Druss et Skilgannon dans Loup blanc)

Des indices laissent à penser qu’il s’agit de l’ancien royaume de la Gabala qui dominait autrefois tout le continent.
Nation conquise par les Nadirs d'Ulric avant la bataille de Dros Delnoch.

### L’Orient
- Empire de Ventria

Capitale : Usa. Villes principales : Capalis, Caphis.
Immense empire inspiré par l’Empire perse des Achéménides (satrapes, corps d’élite des Immortels, routes royales traversant le pays...).
Fondé par le héros Pashtar sen, agrandie par le conquérant Cyrios, elle est mentionnée dans L’Étoile du matin et dans Le Faucon éternel.
Des indices dans Les Guerriers de l'hiver laissent à penser qu'il s'agit de l'ancien territoire avatar (voir L'Écho du grand chant).
- Empire de Naashan

La capitale Perapolis pourrait faire penser à la Perse, mais l’étymologie des personnages est slave (Olek, Michanek)
- Tantria
- Sherak
- Dospilis
- Datia
- Matapesh
- Panthia
- Cadia
- Phocia
- Opal

### Les déserts salés
Les légendes racontent que l'Unificateur Oshikaï Fléau-des-Démons conduisit le peuple nadir hors de terres lointaines vers le centre du continent et qu'ils s'installèrent dans les steppes plus au sud qui portèrent ensuite leur nom après sa mort et la division des tribus : les Têtes-de-Loup (tribu de l'Unificateur), les Lances, les Singes-verts, les Montagnes-Funèbres, les Voleur-d'Âmes...

### Les terres lointaines
- Manéa

Nation insulaire indépendante jusqu'à sa mise au pas par les Nadirs d'Ulric.
- Chiazte (mentionnée dans La Quête des héros perdus ainsi que La Légende de Marche-Mort)

Capitale : Chien-Do. Nation inspirée de l'Empire du Milieu et du Pays du Soleil Levant.
- Sechuin
- Kiatze (mentionnée dans Waylander III)

capitale Hao-tzing, nation inspirée de l'Empire du Milieu et du Pays du Soleil Levant
- Angostin
- Royaume du Kydor

Royaume septentrional où des colons angostins et drenaïs, de même apparence et de même langue, se sont mélangés aux locaux.
Possède sur son territoire un portail antique menant vers l'empire sorcier de Kuan Hador.
- Symilia

### Les autres continents
- Dakeyras évoque dans le 3e volet des aventures de Waylander son projet de rejoindre le continent occidental inhabité.